# Friedrich Julius Richelot
Friedrich Julius Richelot (ur. 6 listopada 1808. zm. 31 marca 1875 tamże) – niemiecki matematyk, profesor Uniwersytetu Albrechta w Królewcu.
Rodzina Richelota miała francuskie korzenie. Jego dziadek lub pradziadek wyemigrował do Królewca, gdzie pracował jako nauczyciel języka francuskiego i założył szanowaną rodzinę. Ojciec Richelota pracował jako sędzia. Jego nauczycielami byli matematyk Carl Gustav Jakob Jacobi oraz astronom Friedrich Wilhelm Bessel. Z kolei jego zięciem był fizyk Gustav Kirchhoff.Doktorat uzyskał w 1831, w  1844 został mianowany profesorem zwyczajnym. Pochowany na cmentarzu Gelehrtenfriedhof w Królewcu.